# Super Bowl XLVII
Il Super Bowl XLVII è stata la 47ª edizione del Super Bowl, la finale del campionato della National Football League. Si è disputata al Mercedes-Benz Superdome di New Orleans, in Louisiana il 3 febbraio 2013 tra i San Francisco 49ers e i Baltimore Ravens con la vittoria di questi ultimi. Miglior giocatore della partita è stato il quarterback dei Ravens Joe Flacco.
Soprannominato Harbaugh Bowl, HarBowl, SuperBaugh o Brother Bowl, questo è stato il primo Super Bowl in cui si sono scontrati due fratelli come capi-allenatore: John Harbaugh di Baltimore e Jim Harbaugh di San Francisco. I Ravens, dopo aver terminato la stagione regolare 2012 con un record di 10–6, sono stati alla loro seconda partecipazione al Super Bowl dopo aver vinto il Super Bowl XXXV. I 49ers andarono alla ricerca del loro sesto Super Bowl, il che avrebbe pareggiato il primato di vittorie detenute dai Pittsburgh Steelers. San Francisco concluse la stagione regolare con un record di 11–4–1, diventando la prima squadra dai Denver Broncos del 1987 a raggiungere il Super Bowl dopo aver pareggiato una gara nella stagione regolare.

## Processo di selezione dello stadio

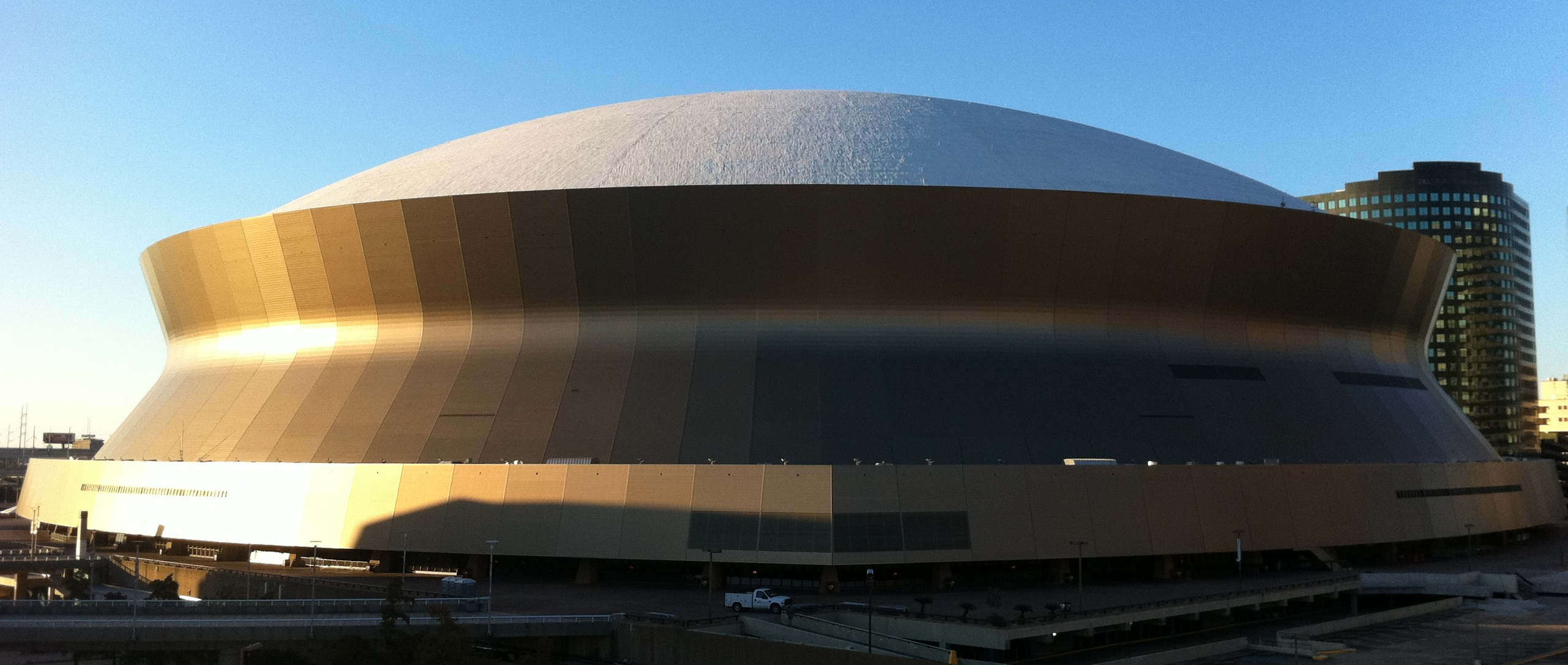
Il Mercedes-Benz Superdome è stato scelto per ospitare il Super Bowl XLVII.

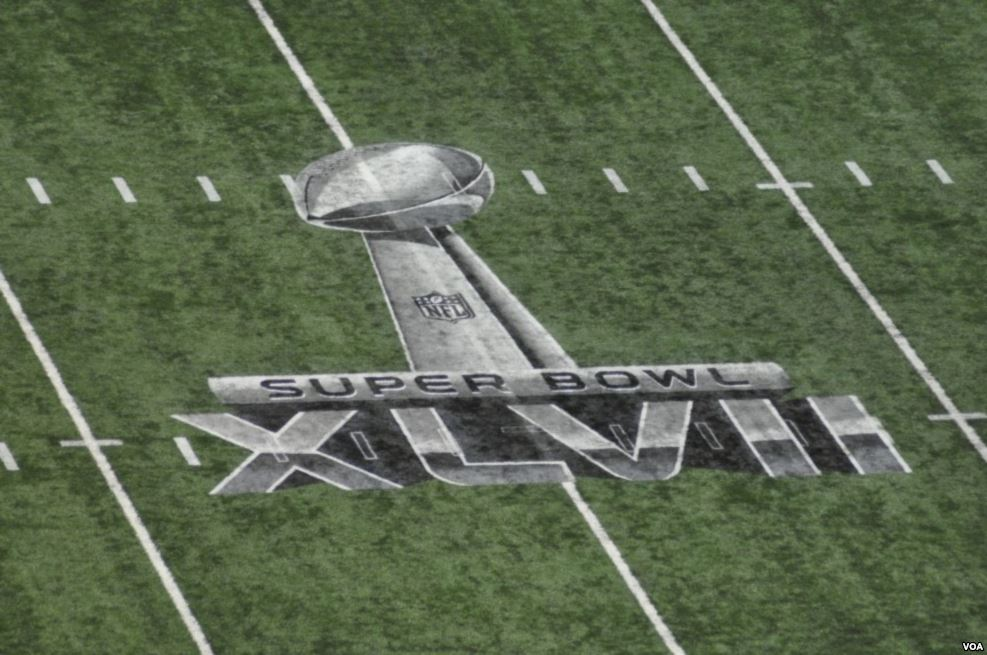
Il terreno del Mercedes-Benz Superdome

Gli stadi candidati ad ospitare questa edizione del Super Bowl erano:
- Mercedes-Benz Superdome in New Orleans, Louisiana
- University of Phoenix Stadium a Glendale, Arizona
- Sun Life Stadium a Miami, Florida

New Orleans fu scelta come città vincitrice.
Questa è stata la decima volta che la città ha ospitato il Super Bowl, nettamente la città ad essersi aggiudicata più edizioni Super Bowl e alla pari con Miami per edizioni ospitate da una stessa area metropolitana. Questa è stata la prima edizione del Super Bowl ad essersi tenuta a New Orleans dopo i danni subiti dal Superdome nella devastazione operata dall'Uragano Katrina nel 2005. È stato anche il primo Super Bowl a tenersi al Superdome dopo la vendita dei diritti del nome alla Mercedes-Benz e il rinnovo operato nel 2011.
New Orleans superò Glendale (che avrebbe ospitato il Super Bowl XLIX) e Miami per i diritti sulla gara nel meeting primaverile dei proprietari tenutosi a Fort Lauderdale il 19 marzo 2009.

## Squadre

### Baltimore Ravens
Dopo aver terminato con un record di 12-4 e aver raggiunto la finale della AFC nel 2011, dove furono sconfitti dai New England Patriots quando Billy Cundiff sbagliò il potenziale field goal da 32 yard della vittoria, i Ravens nel 2012 avanzarono fino al Super Bowl dopo aver fatto registrare un record di 10-6 nella stagione regolare. Diretta dal capo-allenatore John Harbaugh, alla sua quinta stagione con la squadra, Baltimore migliorò il suo roster coi defensive back Sean Considine e Corey Graham e col wide receiver Jacoby Jones. Nel dicembre 2012, i Ravens licenziarono il coordinatore offensivo Cam Cameron e promossero in quel ruolo l'allenatore dei quarterback Jim Caldwell, che precedentemente era stato il capo-allenatore degli Indianapolis Colts dal 2009 al 2011. La squadra concluse al decimo posto nella lega per punti segnati a partita (24,9), e dodicesima per il minor numero di punti subiti a partita (21,5).
L'attacco era guidato dal quarterback al quinto anno Joe Flacco, che terminò l'annata con un record in carriera di 3.817 yard passate e 22 touchdown, con 10 intercetti subiti. I suoi bersagli preferiti furono i ricevitori Anquan Boldin (65 ricezioni, 921 yard, 4 touchdown) e Torrey Smith (49 ricezioni, 855 yard, 8 touchdown), oltre al tight end Dennis Pitta (61 ricezioni, 669 yard, 7 touchdown). Il loro reparto sulle corse ebbe due giocatori convocati per il Pro Bowl, l'halfback Ray Rice e il fullback Vonta Leach. Rice corse 1.143 yard e 9 touchdown, ricevendo anche 61 passaggi per 478 yard e un altro touchdown. Leach bloccò con efficacia e funse da ricevitore agguantando 21 passaggi. La linea offensiva era guidato dalla guardia Pro Bowl Marshal Yanda.

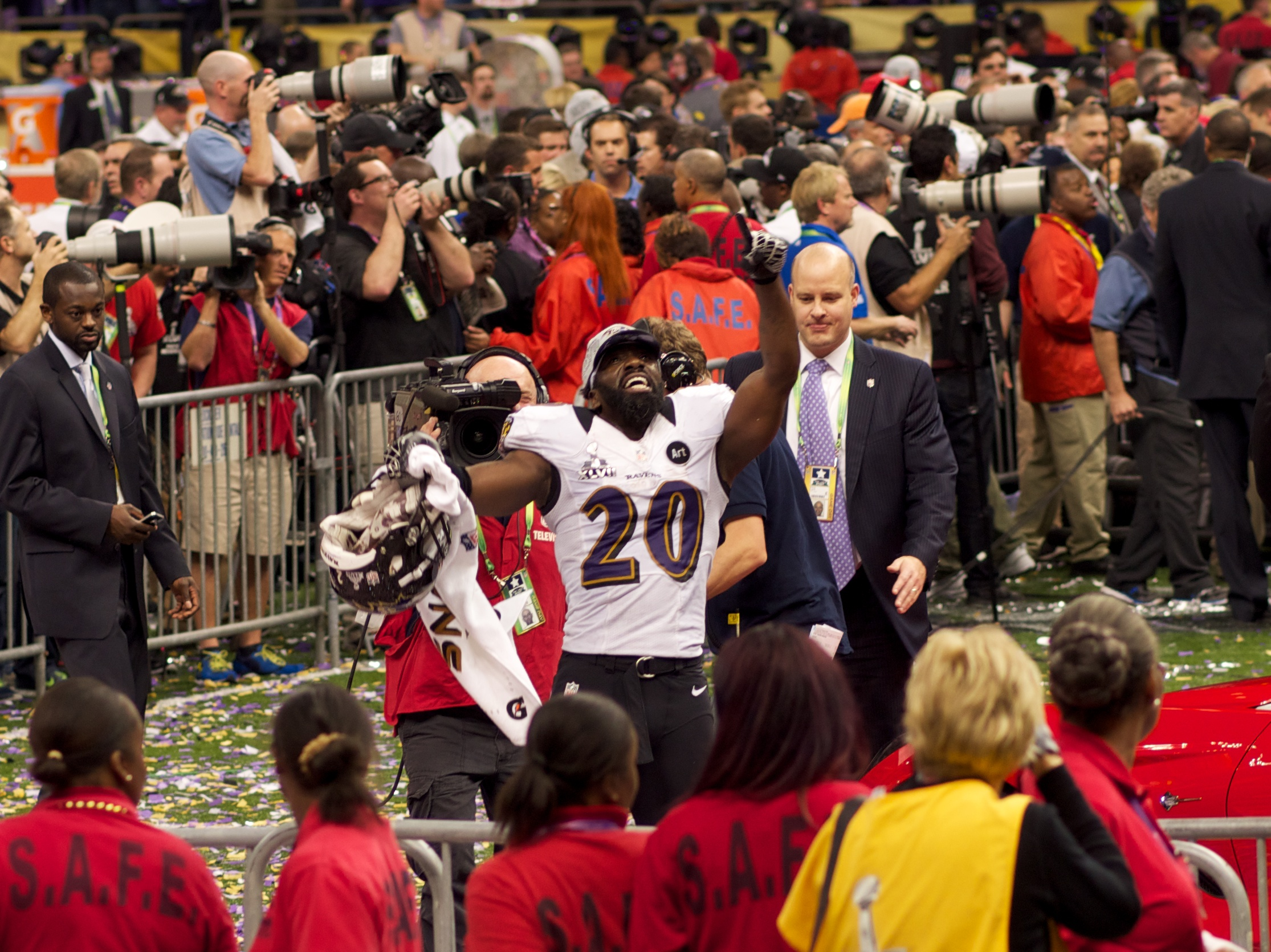
L'esultanza di Ed Reed dopo la vittoria.

Per quanto riguarda gli special team, Jones ritornò 38 kickoff per 1.116 yard e touchdown mentre un altro touchdown lo segnò sul ritorno di un punt. Il kicker rookie Justin Tucker si classificò al settimo posto nella NFL per percentuale di realizzazione di field goal (90,9), segnandone 30 su 33.
La linea difensiva di Baltimore era guidata dal defensive end pro bowler Haloti Ngata, che terminò con 51 tackle e 5 sack, insieme al defensive tackle Arthur Jones (47 tackle, 4,5 sack). I Ravens ebbero un eccellente reparto di linebacker, con Paul Kruger, Dannell Ellerbe, Jameel McClain e Ray Lewis. Kruger guidò la squadra con 9 sack, mentre Ellerbe contribuì con 92 tackle e 4,5 sack. McClain mise a segno 79 tackle. Lewis, alla diciassettesima stagione coi Ravens a cui è legato fin dalla fondazione e dal Draft, saltò la maggior parte della stagione regolare per un infortunio ma terminò con 57 tackle in sole 6 gare. Annunciò il suo ritorno in campo poco prima dell'inizio dei playoff, affermando che si sarebbe ritirato a fine stagione, ma col suo carisma e 44 tackle in tre gare di playoff fu ancora il leader della squadra del Maryland.
La linea secondaria era guidata dalla safety Ed Reed, il primatista di tutti i tempi della NFL per yard ritornate dopo un intercetto. Reed fece registrare 58 tackle e 4 intercetti nella stagione regolare 2012. Il cornerback Cary Williams diede il suo contributo con 75 tackle e 4 intercetti.
La squadra dedicò la stagione 2012 all'ex proprietario e fondatore Art Modell, morto il 6 settembre 2012, quattro giorni prima dell'inizio della stagione regolare.

### San Francisco 49ers
I 49ers si erano ripresi solo di recente da un decennio di crisi. Durante gli anni ottanta e novanta erano stati una delle franchigie più vincenti della lega, disputando nove finali di conference e vincendo 5 Super Bowl. Dopo un'ottima stagione 2002 però, San Francisco non raggiunse più i playoff fino al 2010. Dopo la stagione 2010, i 49ers assunsero Jim Harbaugh come loro capo-allenatore. Harbaugh, che aveva giocato come quarterback per 14 stagioni nella NFL, si unì alla squadra dopo una notevole stagione terminata con un record di 12-1 come allenatore dell'Università di Stanford, contribuendo sin dalla sua prima stagione a risollevare le sorti della franchigia. Grazie alle ottime prestazioni del quarterback Alex Smith e del ricevitore Michael Crabtree, due scelte del primo giro dei 49ers che avevano impiegato anni ad emergere, San Francisco migliorò il record di 6-10 del 2010 a quello di 13-3 nel 2011, arrivando alla finale della NFC persa solo ai supplementari contro i New York Giants.
Smith iniziò la stagione 2012 come quarterback titolare ma perse, a metà stagione, due gare a causa di una commozione cerebrale, venendo sostituito con ottimi risultati dal quarterback al secondo anno Colin Kaepernick. Nacque così una controversia su chi avrebbe dovuto essere il titolare dal momento che Smith era al terzo posto nella NFL per passer rating (104,1), guidava la lega in percentuale di passaggi completati (70%) e deteneva un record di 19–5–1 come titolare dall'arrivo di Harbaugh, mentre Kaepernick era considerato un giocatore più dinamico grazie alle sue abilità nelle corse e la potenza nelle sue braccia. Dopo che Smith si era ristabilito completamente, Harbaugh scelse Kaepernick come titolare dei Niners che si trovavano su un record 8–2–1 49ers, affermando tuttavia che avrebbe deciso di settimana in settimana il titolare. Kaepernick rimase il titolare per tutto il resto della stagione, con la squadra che terminò con un record di 11-4-1, lanciando 1.814 yard e 10 touchdown, a fronte di soli tre intercetti e un 98,4 passer rating, correndo inoltre 415 yard e segnando altri 5 touchdown.
Il miglior ricevitore di San Francisco fu Crabtree, che ricevette 85 passaggi per un record in carriera di 1.105 yard e 9 touchdown. Altri giocatori chiave nel gioco sui passaggi furono il tight end Vernon Davis (41 ricezioni per 538 yard e 5 touchdown) e i nuovi arrivati Mario Manningham e Randy Moss. Manningham veniva dalla vittoria del Super Bowl coi New York Giants, mentre Moss, secondo di tutti i tempi nella NFL per yard ricevute in carriera, venne firmato dopo aver passato la stagione precedente fuori dai campi di gioco. Il miglior running back della squadra fu il Pro Bowler Frank Gore, che corse 1,214 yard e 8 touchdown, oltre a un touchdown segnato su ricezione. La squadra era dotata anche di una imponente linea offensive guidata da Joe Staley e Mike Iupati, entrambi selezionati per il Pro Bowl.
L'arma migliore dei 49ers fu però la difesa, che si classificò al secondo posto per il minor numero di punti concessi a partita (17,1) e mandò 6 dei suoi undici titolari al pro bowl. Justin Smith guidò la linea difensiva con 66 tackle e 3 sack. Dietro di lui i linebacker Aldon Smith, Ahmad Brooks e Patrick Willis, tutti convocati per il pro bowl. Smith stabilì il nuovo primato di franchigia con 19,5 sack (più della metà della squadra che ne totalizzò 38), mentre Brooks mise a segno 6.5 sack e forzò due fumble. Willis si classificò secondo nella squadra con 120 tackle e intercettò due passaggi. Anche se l'altro linebacker titolare non fu convocato per il Pro Bowl, NaVorro Bowman giocò comunque un'ottima stagione guidando la squadra 149 tackle, secondo assoluto nella NFL. La linea secondaria fu guidata dalle safety convocate per il Pro Bowl Dashon Goldson, che intercettò 3 passaggi, e Donte Whitner, che mise a segno 83 tackle.

## Playoff
Baltimore terminò la stagione regolare vincendo la AFC North e al quarto posto nel tabellone della conference. Nel primo turno affrontarono gli Indianapolis Colts in quella che fu l'ultima gara della carriera di Ray Lewis nello stadio casalingo. Baltimore superò i Colts 24–9, con Flacco che lanciò 288 yard e 2 touchdown, mentre la difesa tenne i Colts a soli 9 punti, 13 meno della loro media nella stagione regolare.
Nel divisional round, i Ravens affrontarono i Denver Broncos, la squadra col miglior record della conference, che venivano da una striscia di undici vittorie consecutive. Baltimore si trovava in svantaggio nel finale di partita ma, a 38 secondi dal termine, Flacco passò un touchdown da 70 yard per Jacoby Jones mandando la gara ai supplementari. Verso la fine del secondo tempo supplementare, Corey Graham intercettò un passaggio di Peyton Manning che consentì a Tucker di calciare il field goal della vittoria da 47 yard dopo due tempi supplementari.
Baltimore si qualificò alla fine per il Super Bowl battendo i New England Patriots, la squadra col secondo record della AFC, per 28–13 vendicando la sconfitta dell'anno precedente forzando tre palle parse, intercettando due volte Tom Brady e tenendo gli avversari a zero punti segnati nel secondo tempo.
Avendo vinto la NFC West e avendo il secondo miglior record della NFC, San Francisco si guadagnò la possibilità di saltare il primo turno di playoff. I 49ers iniziarono così contro i numeri 3 del tabellone, i Green Bay Packers, nel divisional round. La decisione di Jim Harbuagh di far partire Kaepernick come titolare nei playoff fece sorgere degli interrogativi quando nel primo drive della gara il quarterback subì un intercetto che Sam Shields ritornò in touchdown. Questo si rivelò essere però l'unico errore della sua gara e il suo unico intercetto nei playoff. A fine partita, Kaepernick guadagnò 444 yard totali (più dell'intera squadra dei Packers), incluse 181 yard corse, il record NFL per un quarterback, mentre i 49ers vinsero facilmente 45–31.
Nel turno successivo affrontarono gli Atlanta Falcons, i numero 1 del tabellone della NFC, accumulando in fretta uno svantaggio di 17–0 nel primo tempo. Nessuna squadra nella storia delle finali della NFC aveva mai rimontato un parziale negativo tanto grande ma i 49ers si dimostrarono in grado di affrontare la sfida, riportandosi in svantaggio solo per 24–21 alla fine del primo tempo. Nel finale di partita, le loro speranze di rimonta sembrarono arrestarsi quando Crabtree perse un fumble sulla linea delle 1 yard quando stava per portare in vantaggio San Francisco. La difesa però forzò un punt e il ritorno da 20 yard di Ted Ginn Jr. diede inizio al drive che si concluse con un touchdown di Gore. La difesa dei 49ers fece il resto, non consentendo più ai Falcons di segnare.

## Televisioni
La gara è stata trasmessa negli Stati Uniti dal network CBS e simultaneamente in Canada da CTV, mentre in Italia l'evento è stato trasmesso in diretta sulla piattaforma Sky Italia da ESPN America, canale 214, e in chiaro da Sportitalia 2 a partire dalla mezzanotte del 4 febbraio. La CBS ha previsto una tariffa record di 4 milioni di dollari per una pubblicità di trenta secondi durante la diretta della manifestazione. General Motors ha annunciato che non proietterà alcuno spot, citando un eccessivo costo pubblicitario come causa.
Reti che hanno trasmesso l'evento in altri paesi
- Italia: La gara è stata trasmessa in Italia da Sportitalia 2 e ESPN America.
- Australia: La gara è stata trasmessa in Australia ESPN su Foxtel.[21]
- Austria: La gara è stata trasmessa in Austria da Puls 4.[22]
- Brasile: La gara è stata trasmessa in Brazil da TV Esporte Interativo su Public television e da ESPN su Pay TV.[23]
- Canada: CTV ha trasmesso la programmazione di CBS in Canada, con sostituzione simultanea delle pubblicità. CTV ha trasmesso l'evento online in Canada tramite TSN.ca.[24]
- Repubblica Ceca: La gara è stata trasmessa in Repubblica Ceca da Sport 1.[25]
- Danimarca:La gara è stata in Danimarca da TV3+.[26]
- Finlandia: La gara è stata trasmessa in Finlandia da Nelonen Pro 1 con commento in finlandese e Nelonen Pro 2 con commento in inglese[27]
- Francia: La gara è stata trasmessa in Francia da W9.[28]
- Germania: La gara è stata trasmessa in Germania da ESPN America, Sat.1[29] e Sport1[30]
- Ungheria: La gara è stata trasmessa in Ungheria da Sport 1.[31]
- Norvegia:La gara è stata trasmessa in Norvegia da Viasat Sports.[32]

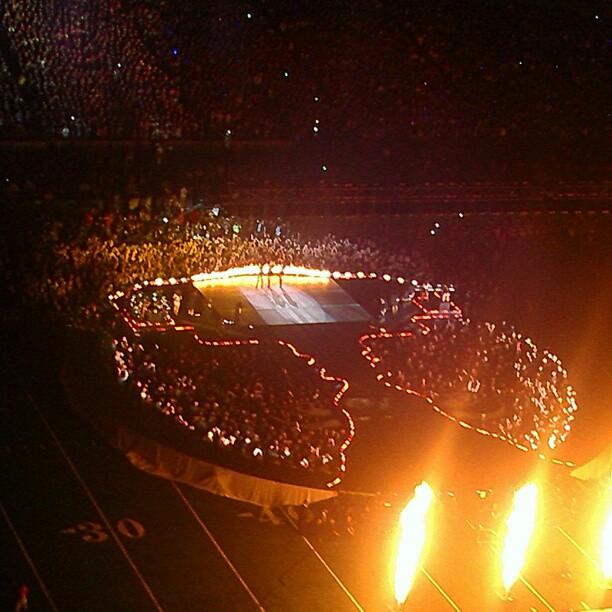
Lo spettacolo di metà gara con Beyoncé.

- Portogallo: La gara è stata trasmessa in Portogallo da Sport TV.[33]
- Svezia: La gara è stata trasmessa in Svezia da TV10.[34]
- Regno Unito:La gara è stata trasmessa nel Regno Unito anche dalla BBC[35] e da Sky Sports.[36]

## Intrattenimento

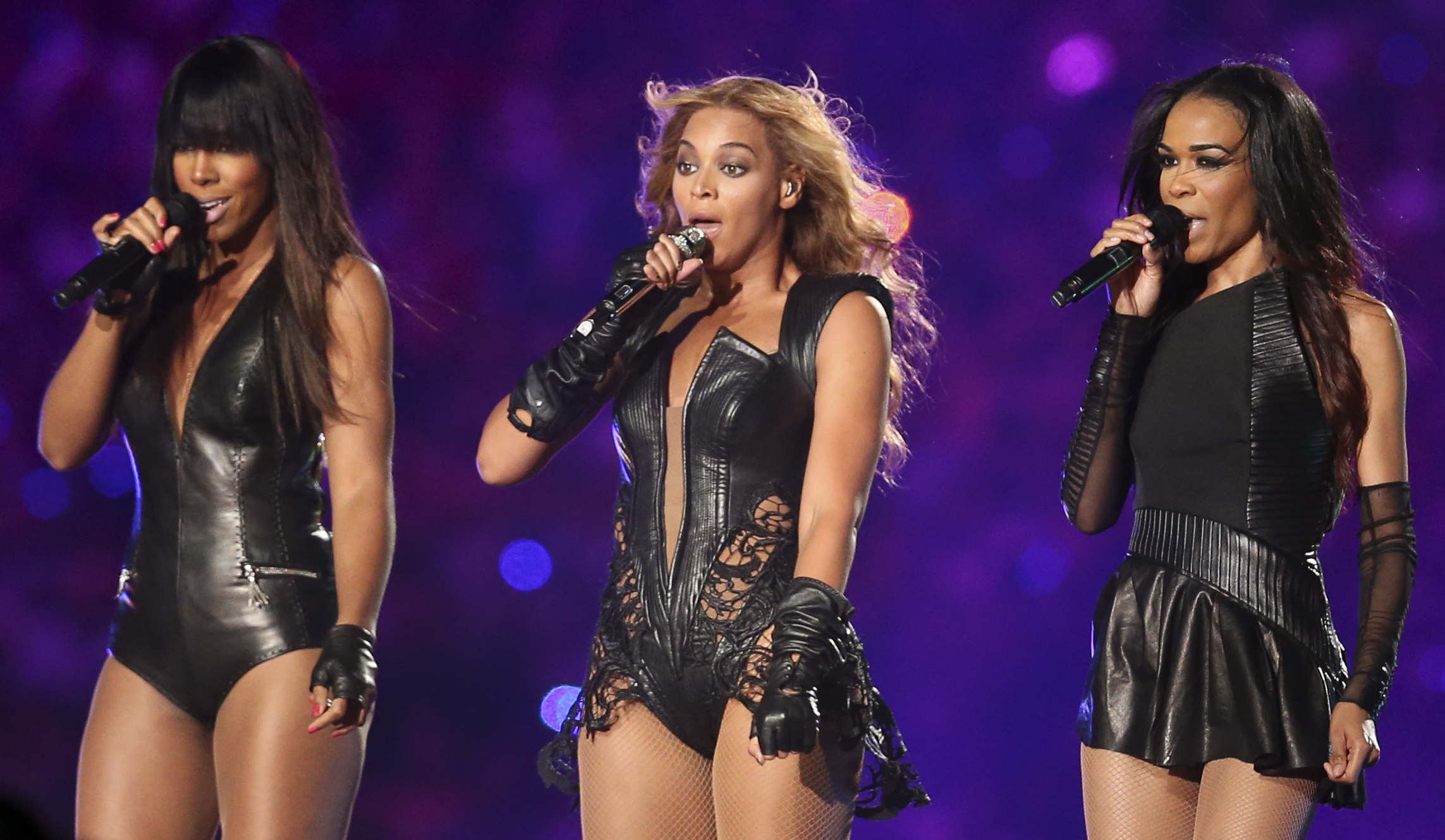
Beyoncé con le ex componenti delle Destiny's Child, Kelly Rowland e Michelle Williams, nel corso dell'halftime show

Il 16 ottobre 2012, la Associated Press ha riportato che Beyoncé è stata selezionata come artista principale dello spettacolo di metà gara, con una reunion delle Destiny's Child (poi effettivamente avvenuta) e Jay-Z (marito di Beyoncé) come potenziali collaboratori.

### Scaletta delle canzoni
1. "Run the World (Girls)" (intro) (con la voce pre-registrata di Vince Lombardi)
2. "Love on Top" (ritornello a cappella)
3. "Crazy in Love"
4. "End of Time"
5. "Baby Boy"
6. "Bootylicious" (Destiny's Child)
7. "Independent Women Part I" (Destiny's Child)
8. "Single Ladies (Put a Ring on It)"  (featuring Kelly Rowland e Michelle Williams)
9. "Halo"

Scaletta fornita dalla BBC.
L'inno nazionale invece è stato cantato da Alicia Keys, prima della quale ha cantato Jennifer Hudson insieme ad un coro di voci bianche della scuola di Sandy Hook.

## La partita

### Tabellino
| New Orleans 3 febbraio 2013, ore 18:30 UTC-5 | Baltimore Ravens | 34 – 31 (7-3, 14-3, 7-17, 6-8) referto | San Francisco 49ers | Mercedes-Benz Superdome\| Arbitro: \| Jerome Boger \| |
| Arbitro:                                     | Jerome Boger     |                                        |                     |                                                       |

### Marcatori

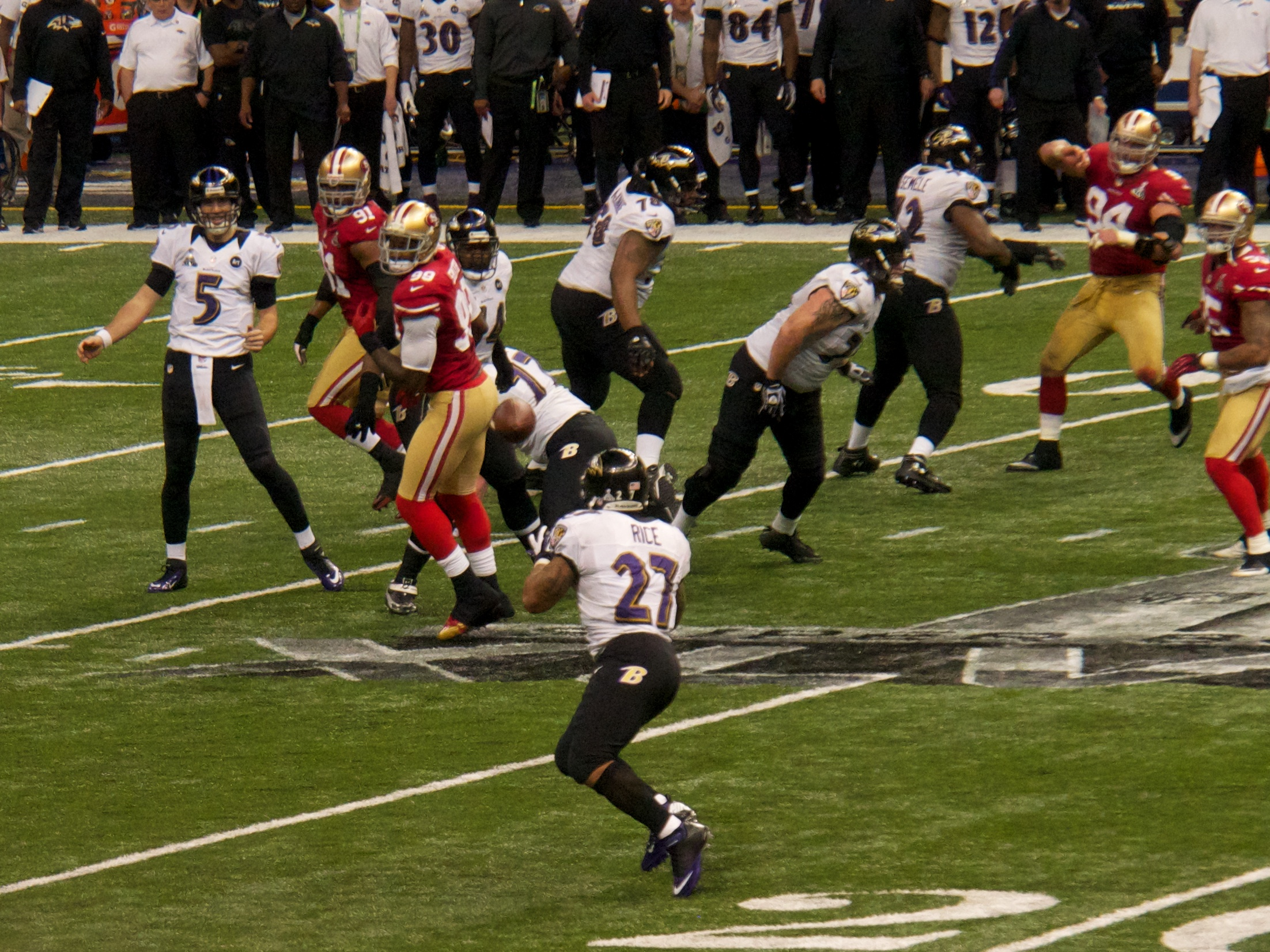
Un passaggio di Joe Flacco per Ray Rice.

- 1° quarto:

Ravens: Passaggio da touchdown di Flacco da 13 yard per Boldin 10:36 (extra-point di Tucker convertito) 7-0
49ers: Field goal di Akers da 36 yard 3:58 7-3
- 2° quarto:

Ravens: Passaggio da touchdown di Flacco da 1 yard TD per Pitta 7:10 (extra-point di Tucker convertito) 14-3
Ravens: Passaggio da touchdown di Flacco da 56 yard per J. Jones 1:45 (extra-point di Tucker convertito) 21-3
49ers: Field goal di Akers da 27 yard 0:00 21-6
- 3° quarto:

Ravens: Kickoff ritornato in touchdown da J. Jones per 108 yard 14:49 (extra-point di Tucker convertito) 28-6
49ers: Passaggio da touchdown di Kaepernick da 31 yard per Crabtree 7:20 (extra-point di Akers convertito) 28-13
49ers: Touchdown su corsa di 6 yard di Gore 4:59 (extra-point di Akers convertito) 28-20
49ers: Field goal di Akers 21 yard 3:10 28-23
- 4° quarto:

Ravens: Field goal di Tucker da 19 yard 12:54 31-23
49ers: Touchdown su corsa di 15 yard di Kaepernick 9:57 (tentativo di conversione da 2 punti fallito - passaggio incompleto di Kaepernick) 31-29
Ravens: Field goal di Tucker da 38 yard 4:19 34-29
49ers: Corsa di Koch da -8 yard nella end zone risultante in una safety 0:04 34-31

### Statistiche e record

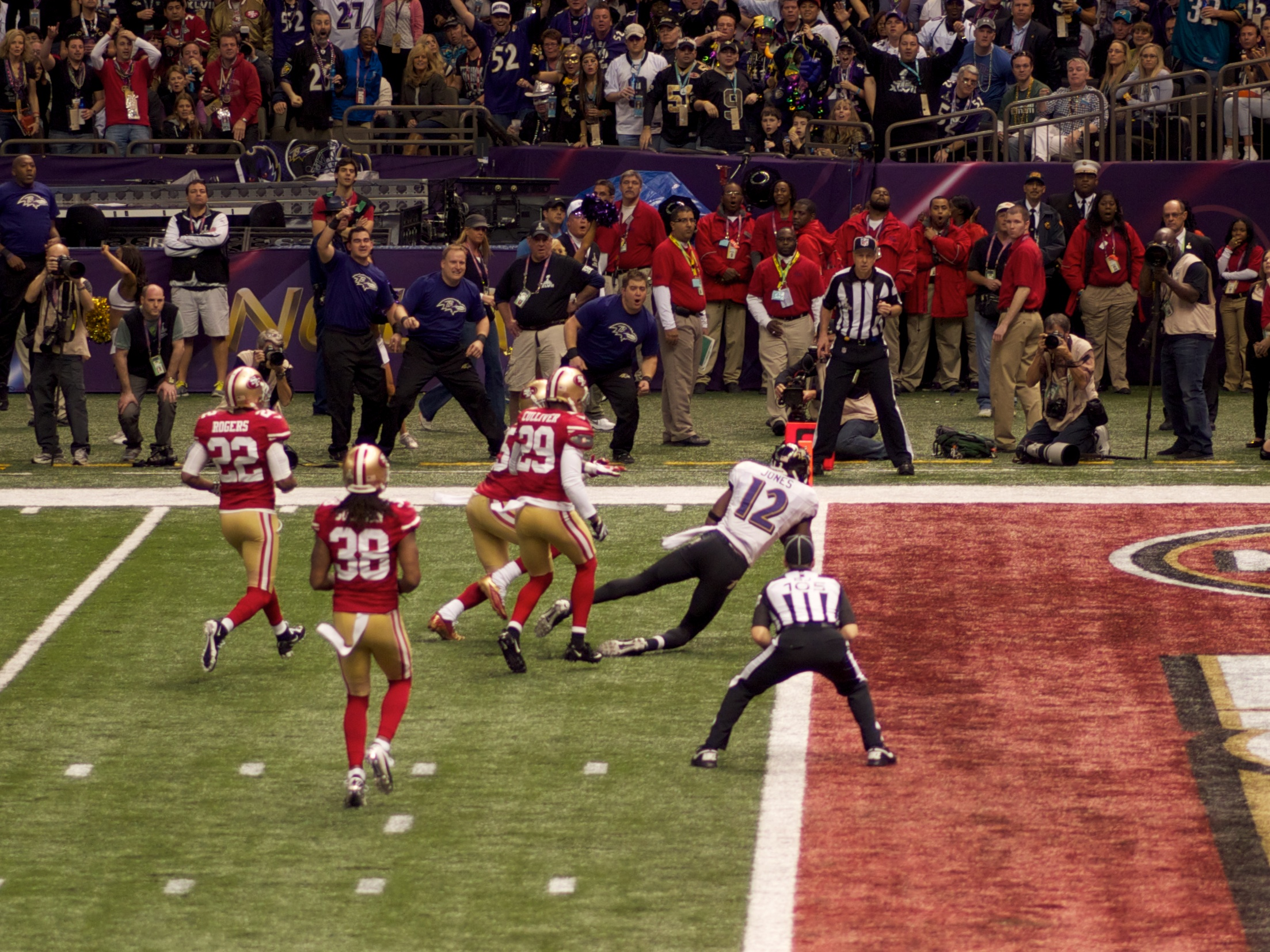
Il touchdown di Jacoby Jones nel secondo quarto

- Jacoby Jones pareggiò il record NFL e stabilì il record del Super Bowl per il più lungo di ritorno di kickoff, ritornandone uno per 108 yard nel primo drive del terzo quarto[40].
- I Ravens segnarono lo stesso ammontare di punti (34) della loro prima apparizione al Super Bowl. I 49ers divennero invece la seconda squadra della storia a perdere un Super Bowl dopo aver segnato più di trenta punti, dopo i Dallas Cowboys nel Super Bowl XIII; in entrambi i casi, la squadra perdente segnò 31 punti.
- Il totale di 24 punti segnati nel terzo periodo pareggiò il record del Super Bowl XXVI quando anche Washington Redskins e Buffalo Bills segnarono un totale di 24 punti.

### Statistiche a confronto
| Fonte: NFL.com                | Baltimore Ravens | San Francisco 49ers |
| ----------------------------- | ---------------- | ------------------- |
| Primi down                    | 21               | 23                  |
| Efficienza sui terzi down     | 9/16             | 2/9                 |
| Efficienza sui quarti down    | 0-2              | 0-1                 |
| Yard totali                   | 367              | 468                 |
| Yard passate                  | 274              | 286                 |
| Passaggi - completati/tentati | 22/33            | 16/28               |
| Yard corse                    | 93               | 182                 |
| Corse tentate                 | 35               | 29                  |
| Yard per corsa                | 2,7              | 6,3                 |
| Penalità-yard                 | 2-20             | 5-33                |
| Sack-yard perse               | 2-13             | 3-16                |
| Fumble-persi                  | 2-1              | 1-1                 |
| Intercetti subiti             | 0                | 1                   |
| Tempo di possesso             | 32.23            | 27.37               |

### Leader individuali
| Ravens: passaggi  | Ravens: passaggi | Ravens: passaggi | Ravens: passaggi | Ravens: passaggi |
|                   | C/ATT*           | Yds              | TD               | INT              |
| ----------------- | ---------------- | ---------------- | ---------------- | ---------------- |
| Joe Flacco        | 22/33            | 287              | 3                | 0                |
| Ravens: corse     |                  |                  |                  |                  |
|                   | Cara             | Yds              | TD               | LGb              |
| Ray Rice          | 20               | 59               | 0                | 12               |
| Bernard Pierce    | 12               | 33               | 0                | 8                |
| Ravens: ricezioni |                  |                  |                  |                  |
|                   | Recc             | Yds              | TD               | LGb              |
| Anquan Boldin     | 6                | 104              | 1                | 30               |
| Jacoby Jones      | 1                | 56               | 1                | 56               |
| Ed Dickson        | 2                | 37               | 0                | 23               |
| Torrey Smith      | 2                | 35               | 0                | 20               |
| Dennis Pitta      | 4                | 26               | 1                | 9                |

| 49ers: passaggi  | 49ers: passaggi | 49ers: passaggi | 49ers: passaggi | 49ers: passaggi |
|                  | C/ATT*          | Yds             | TD              | INT             |
| ---------------- | --------------- | --------------- | --------------- | --------------- |
| Colin Kaepernick | 16/28           | 302             | 1               | 1               |
| 49ers: corse     |                 |                 |                 |                 |
|                  | Cara            | Yds             | TD              | LGb             |
| Frank Gore       | 19              | 110             | 1               | 33              |
| Colin Kaepernick | 7               | 62              | 1               | 15              |
| 49ers: ricezioni |                 |                 |                 |                 |
|                  | Recc            | Yds             | TD              | LGb             |
| Michael Crabtree | 5               | 109             | 1               | 31              |
| Vernon Davis     | 6               | 104             | 0               | 29              |
| Delanie Walker   | 3               | 48              | 0               | 28              |
| Randy Moss       | 2               | 41              | 0               | 32              |

*Completi/Tentativi
aPortate
bGiocata più lunga
cRicezioni

### Formazioni titolari
| Baltimore       | Ruolo | Ruolo | San Francisco    |
| --------------- | ----- | ----- | ---------------- |
| ATTACCO         |       |       |                  |
| Torrey Smith    | WR    | WR    | Michael Crabtree |
| Anquan Boldin   | WR    | LT    | Joe Staley       |
| Bryant McKinnie | LT    | LG    | Mike Iupati      |
| Kelechi Osemele | LG    | C     | Jonathan Goodwin |
| Matt Birk       | C     | RG    | Alex Boone       |
| Marshal Yanda   | RG    | RT    | Anthony Davis    |
| Michael Oher    | RT    | TE    | Vernon Davis     |
| Jacoby Jones    | WR    | WR    | Randy Moss       |
| Joe Flacco      | QB    | TE    | Delanie Walker   |
| Vonta Leach     | FB    | RB    | Frank Gore       |
| Ray Rice        | RB    | QB    | Colin Kaepernick |
| DIFESA          |       |       |                  |
| Haloti Ngata    | DT    | LDT   | Ray McDonald     |
| Ma'ake Kemoeatu | NT    | NT    | Isaac Sopoaga    |
| Arthur Jones    | DE    | RDT   | Justin Smith     |
| Terrell Suggs   | OLB   | OLB   | Ahmad Brooks     |
| Dannell Ellerbe | ILB   | ILB   | NaVorro Bowman   |
| Ray Lewis       | ILB   | ILB   | Patrick Willis   |
| Courtney Upshaw | OLB   | OLB   | Aldon Smith      |
| Corey Graham    | LCB   | LCB   | Carlos Rogers    |
| Bernard Pollard | SS    | RCB   | Tarell Brown     |
| Ed Reed         | FS    | FS    | Dashon Goldson   |
| Cary Williams   | RCB   | SS    | Donte Whitner    |